# 上越市役所
上越市役所（じょうえつしやくしょ）は、日本の地方公共団体である上越市の組織が入り執行機関としての事務を行う施設（役所）。

## 沿革
旧・高田市役所
1914年（大正3年）8月31日、総工費2万円かけて高田市役所として竣工。1951年（昭和26年）5月6日に増築された。上越市新設に伴い本庁舎として使用された後、現市役所庁舎（春日地区）の完成により、1977年（昭和52年）7月20日までに、一部を除き解体された。跡地は同年9月18日に本町駐車場となった後、雁木通りプラザが建設された。
旧・直江津市役所
1954年（昭和29年）に直江津市が成立した当時の市役所は、高田市にあった中頸城郡役所改築に伴い、旧役所庁舎を解体移築した旧直江津町役場（手狭に伴う増築も一部行われている）の庁舎を使用していた。上越市になった後は上越市役所北支所となったが、老朽化が進んだため後に解体された。
上越市役所（現庁舎）
現在の本庁舎は、複眼都市解消と新市住民のサービスセンターとしての機能を十分に発揮出来る場所が第一条件であったため、高田、直江津の中間地点である春日地区の木田に建設されることになった。1974年10月15日着工、1976年4月10日竣工。延床面積12,834m2、総工費25億1,251万円、移転作業は3月20日（春分の日）、3月21日（日曜日）の2日にわたり行われ、3月22日より業務を開始、4月10日に落成式が挙行された。
本庁舎は地上5階、地下1階。5階は議会関係、4階は管理機関、3,2階は業務関係、1階は直接市民に関係する窓口業務を行うところが主となっている。各階はオープンになっていて、広く全部見渡せるように設計されている。また、市役所前庭には多くの庭木を植えて自然の美しさもアピールしている。
今まで高田と直江津に分散していた業務は、全面的にこの中央庁舎に集約されたが、日常生活に関わる窓口業務は、南北の出張所で取り扱うことにより、市民に不便をかけない様にした。
1989年（平成元年）8月12日、市役所の第2、第4土曜の閉庁が開始された。

## 本庁舎、支所

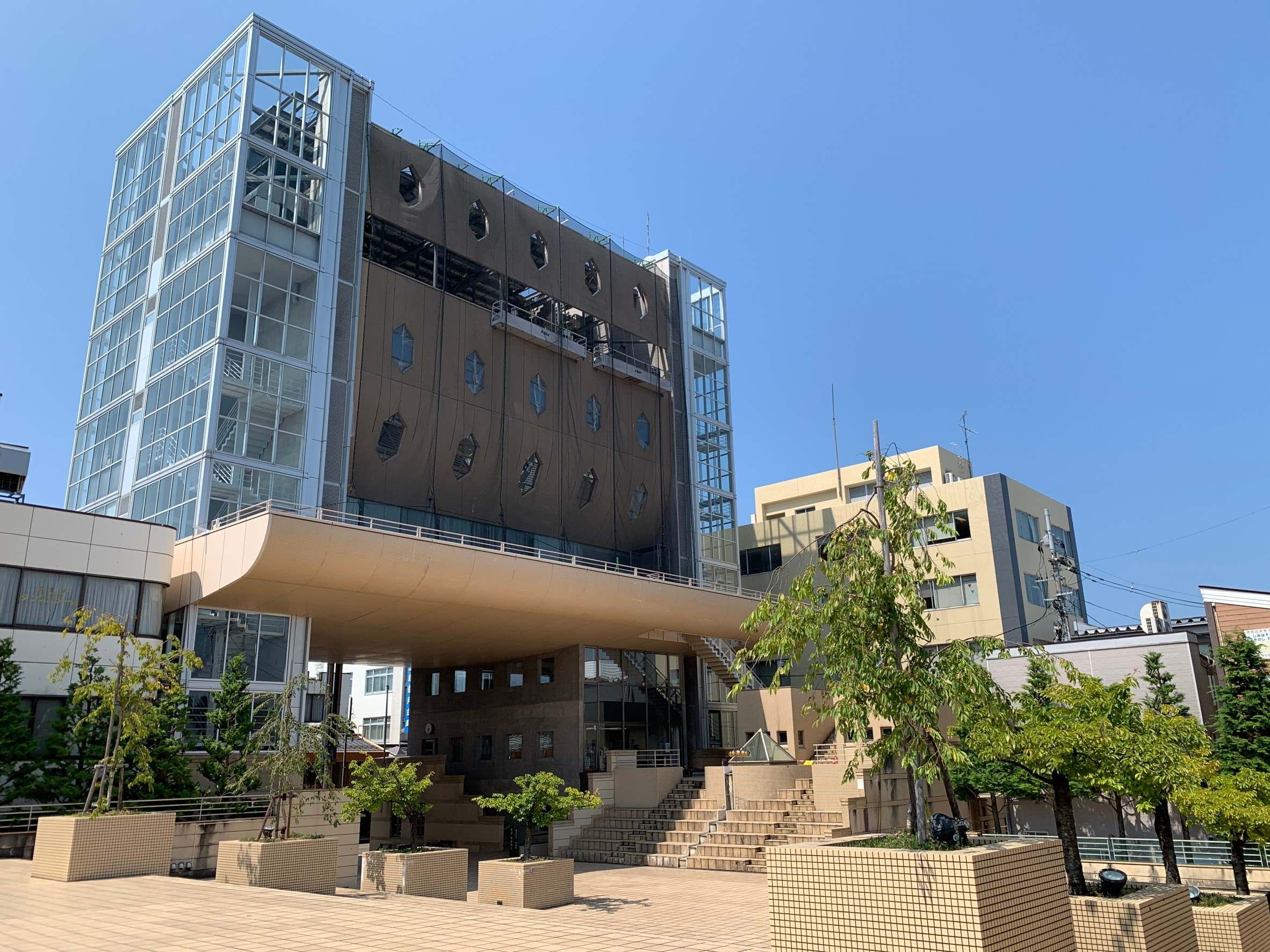
高田市役所跡地に建設された「雁木通りプラザ」。南出張所が入る（2020年8月）

上越市役所 本庁舎
新潟県上越市木田1-1-3
本庁舎と第2庁舎、第3庁舎で構成。
南出張所
新潟県上越市本町3丁目2-26　雁木通りプラザ内
北出張所
新潟県上越市中央1丁目16-1　レインボーセンター内
総合事務所
上越市内の安塚区、浦川原区、大島区、牧区、柿崎区、大潟区、頸城区、吉川区、中郷区、板倉区、清里区、三和区、名立区に所在。